# ボロ駅
ボロ駅またはバラ駅（ボロえき、バラえき、英語：Borough tube station）はサザーク・ロンドン特別区、ボロにあるロンドン地下鉄の駅である。ノーザン線エレファント&キャッスル駅とロンドン・ブリッジ駅の間にあり、トラベルカード・ゾーン1に含まれる。
駅出入口はボロ・ハイ・ストリートとマーシャルシー・ロードの交差点にある。

## 歴史

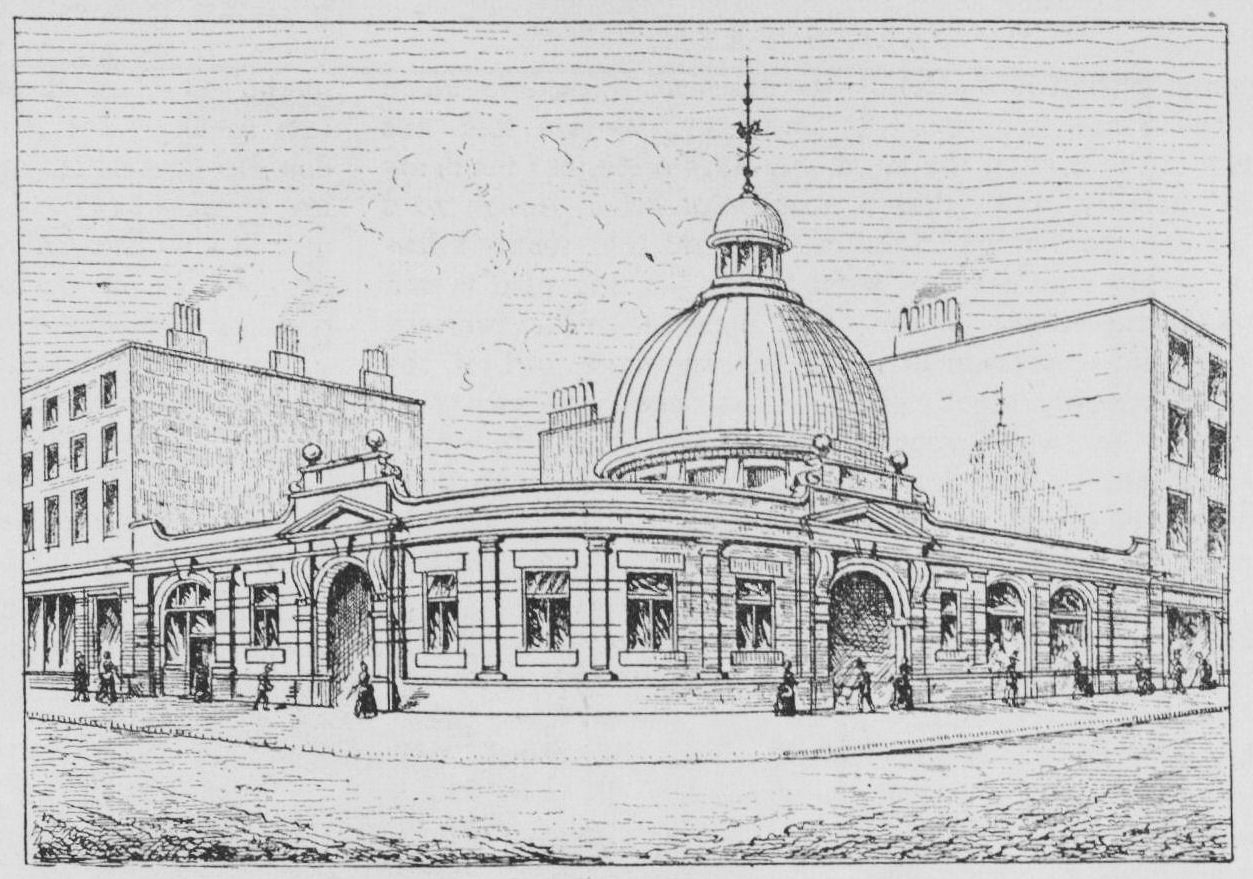
1890年のボロ駅

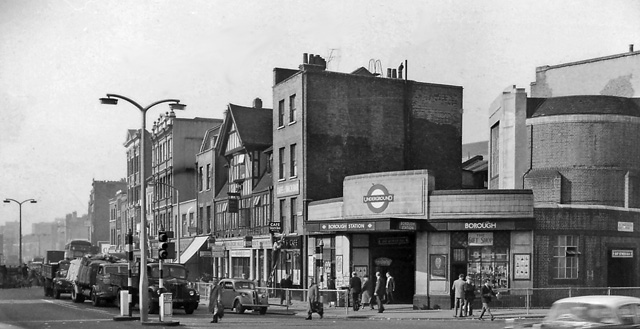
1961年の駅入口

当駅は1890年12月18日に世界初のシールド工法による地下鉄路線、シティ・アンド・サウス・ロンドン鉄道（英語：City and South London Railway、 C&SLR）の駅として開業し、1920年代にトンネル内径の拡大工事が行われた際に改築されている。

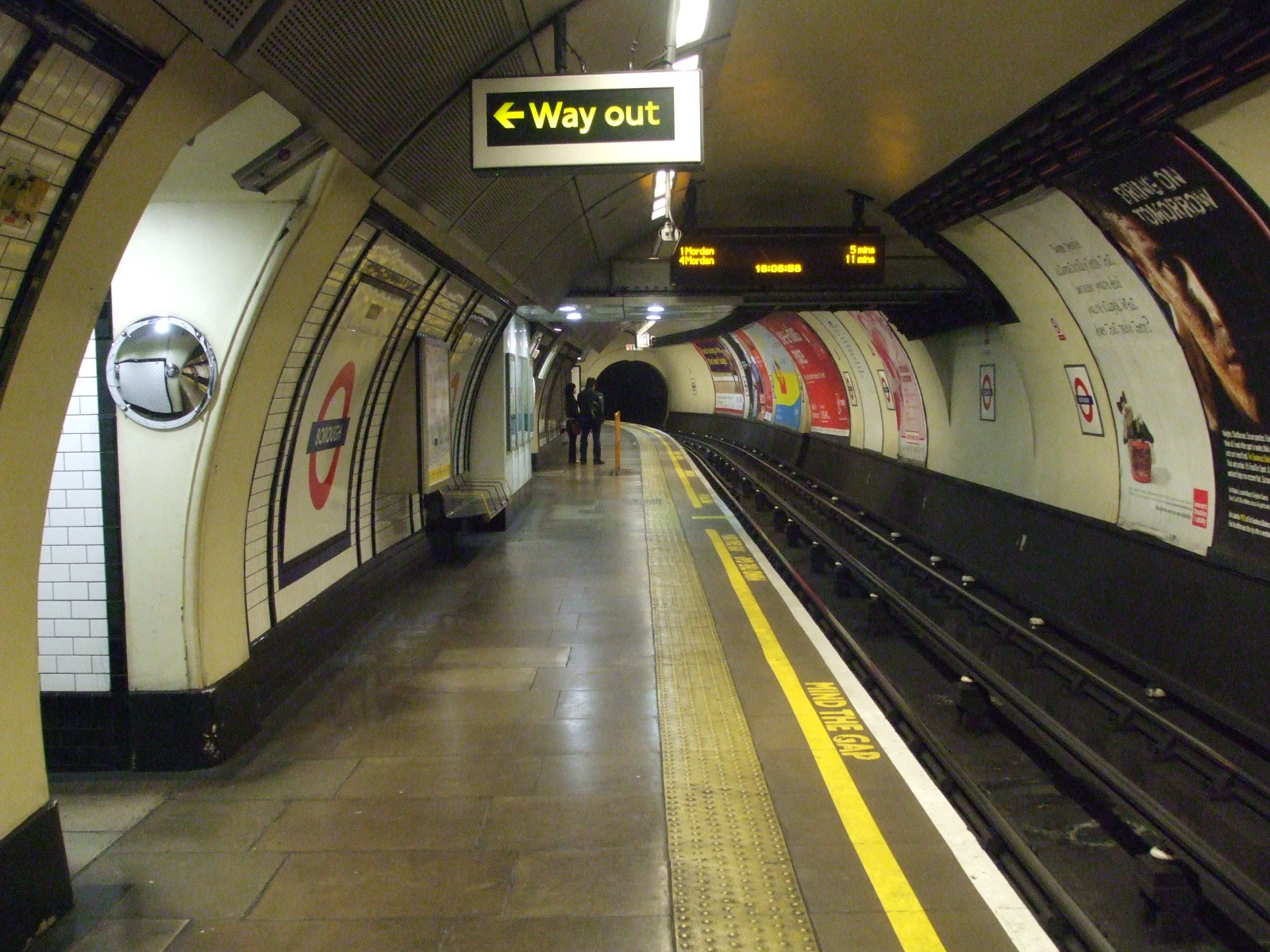
南行ホーム。北を向いて撮影。このホームは北行きホームの真下にあり、ホームには狭い階段を通って出入りする構造となっている。出口への通路は後年設けられたパネルに覆われている

ボロ駅開業時の駅舎はケニントンと酷似していたが、当時の建物は両駅とも現在ほとんど残っていない。両駅は地下の構造も類似していたが、ケニントン駅は後年の改造で開業時の駅構造が残されていない。当駅北行ホームはエレベーターから段差なしでアクセスできるが、南行ホームは北行ホームの直下にあり、狭い階段経由でしかアクセスできない。開業時の壁面は後年の改築で様々な機材に覆われてしまってみることが出来なくなっているが、ケニントン駅南行ホームには開業時のものが残されている。
当駅はセントラル・アンド・サウス・ロンドン鉄道開業時に北側の終点となっており、その後キング・ウィリアム・ストリート駅まで延伸されているが、当駅とキング・ウィリアム・ストリートの間は1900年に廃止され、ロンドン・ブリッジ駅、ムーアゲート駅に至るルートに付け替えられた。旧ルートはロンドン・ブリッジ駅付近で現在の路線と近接しているため、ロンドン・ブリッジ駅南行ホームの換気口から垣間見ることが出来る。
第二次世界大戦中、この廃止区間のうち当駅とテムズ川南岸までの区間はサザーク・ボロ・カウンシルによって1940年6月24日から1945年5月7日まで防空壕として利用されており、ボロ・ハイ・ストリート沿いに6箇所の入り口があった。当駅には防空壕として利用されたことを示す銘板が残されている。 

## バス路線
ロンドンバス21、35、40、133、343、C10、深夜バスN21、N35、N133、N343が当駅を経由する。